# Daniela Leonbacher
Daniela Leonbacher (* 16. März 1985) ist eine ehemalige deutsche Fußballspielerin.

## Karriere
Leonbacher gehörte von Januar 2005 bis Saisonende 2006/07 dem Bundesligakader des FC Bayern München an und bestritt in dieser Zeit 13 Punktspiele, in denen sie neun Tore erzielte. Ihr Bundesligadebüt gab sie am 24. März 2005 (13. Spieltag) bei der 0:4-Niederlage im Heimspiel gegen den 1. FFC Frankfurt, als sie in der 50. Minute für Dagmar Urbancová eingewechselt wurde. Es blieb ihr einziges Punktspiel in ihrer Premierensaison im Seniorenbereich.
In der Saison 2005/06 bestritt sie vier Punktspiele und erzielte sechs Tore. Ihr erstes erzielte sie am 9. April 2006 (16. Spieltag) mit dem Treffer zum 5:0-Endstand in der 90. Minute im Auswärtsspiel gegen den VfL Sindelfingen. Am 7. Mai 2006 (19. Spieltag) gelangen ihr beim 6:0-Sieg im Heimspiel gegen den FSV Frankfurt drei Tore in Folge.
In der Saison 2006/07 bestritt sie acht Punktspiele und erzielte drei Tore; dabei gelang ihr am 29. November 2006 (5. Spieltag), beim 2:1-Sieg im Heimspiel gegen den FFC Heike Rheine ein Doppeltorerfolg, wie auch die Saison zuvor beim 6:2-Sieg im Heimspiel gegen den FC Brauweiler Pulheim am 25. Mai 2006 (21. Spieltag).
Ab 2014 spielte sie in Puchheim im oberbayerischen Landkreis Fürstenfeldbruck für den dort ansässigen FC Puchheim. Sie war dort auch zwischenzeitlich als Trainerin tätig.